# Mataram (landgoed)
Mataram is een huis en een landgoed in de Overijsselse gemeente Dalfsen.

## Geschiedenis
In 1799 kocht Jo[h]annes Matthias van Rhijn, oud resident aan het hof van de sultan van Mataram, de voormalige havezate Dieze (ook Eze en 't Franckeler genoemd) nabij Dalfsen. Hij vernoemde de door hem aangekochte buitenplaats naar het land Mataram in het voormalige Nederlands-Indië. In dezelfde tijd kocht Van Rhijn ook het nabijgelegen landgoed De Horte. In 1828 werden zowel De Horte als Mataram verkocht aan Johan Adriaan baron van Fridagh. In 1858 werd de Zwolse burgemeester en latere voorzitter van de Eerste Kamer, Jan Arend Godert baron de Vos van Steenwijk eigenaar van de buitenplaats Mataram. Hij liet in 1901 het bestaande huis afbreken. De huidige bebouwing dateert uit 1905 toen zijn zoon Jan Arend de Vos van Steenwijk er een nieuw huis liet bouwen. De pijlers bij de entree dateren nog uit de 18e eeuw. Deze entree is erkend als rijksmonument vanwege de ouderdom en de betekenis ervan als markering van de toegang tot het landgoed. Het gehele landgoed is omgeven door een gracht.

## Tweede Wereldoorlog
Tijdens de Tweede Wereldoorlog gebruikten de Duitsers het landgoed om er lanceerplaatsen in te richten voor V2-raketten, die door SS-Werfer-Abteilung 500 afgevuurd werden in de richting van Antwerpen. De sporen die deze installaties hebben achtergelaten zijn nog in de bossen rond Mataram waarneembaar. In 2012 werden er in opdracht van de gemeente Dalfsen op deze plaats twee kunstwerken geplaatst, die herinneren aan deze episode uit de geschiedenis van het landgoed. De kunstwerken "Getuige 1945" en "Littekens van Geweld" zijn gemaakt door twee studenten van de opleiding Docent Beeldende Kunst en Vormgeving van Windesheim, Lotte Kloppenburg en Tjallie Kooistra.

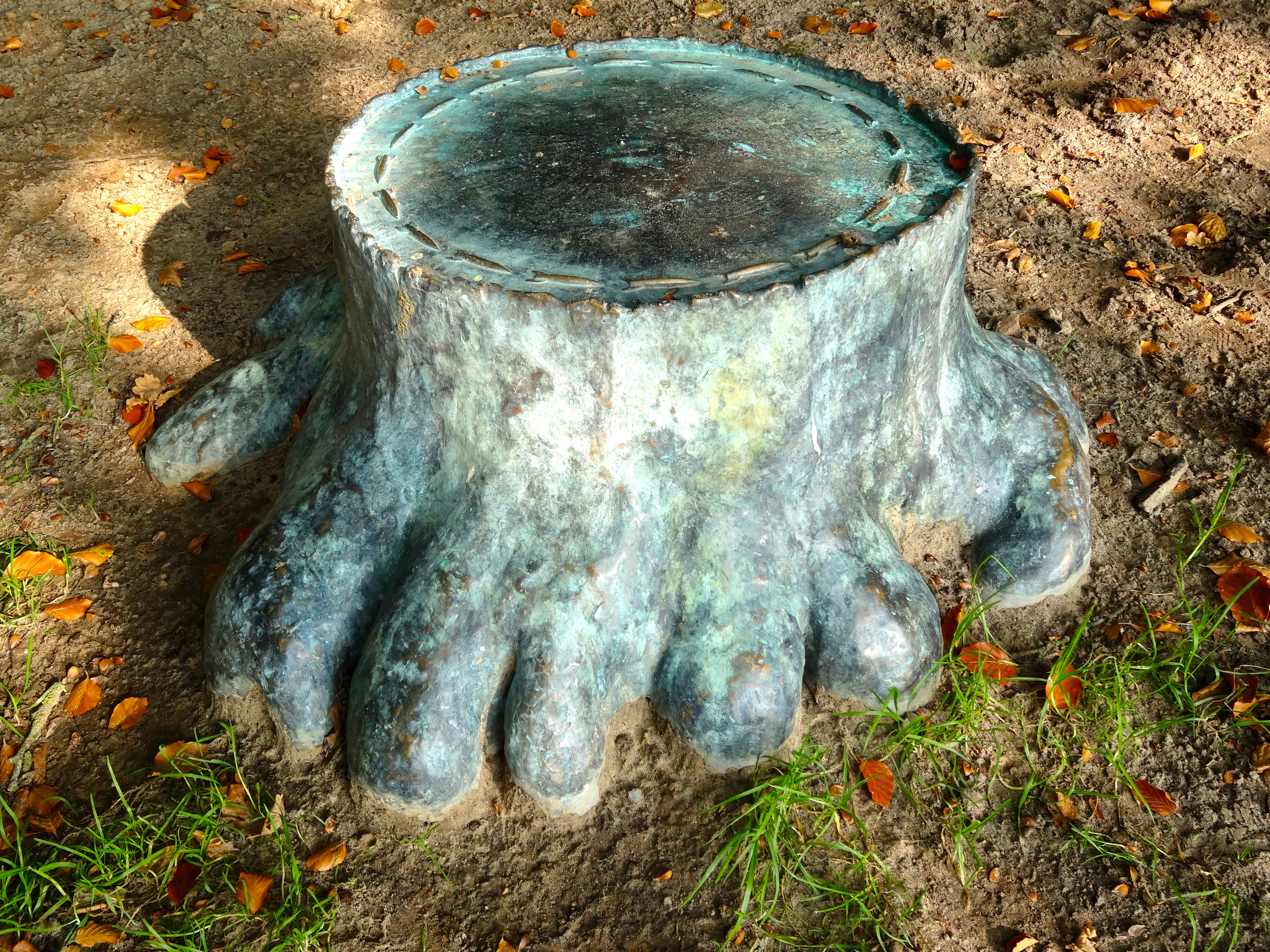
Getuige 1945, bronzen boomstronk met jaarring van V2-raketten
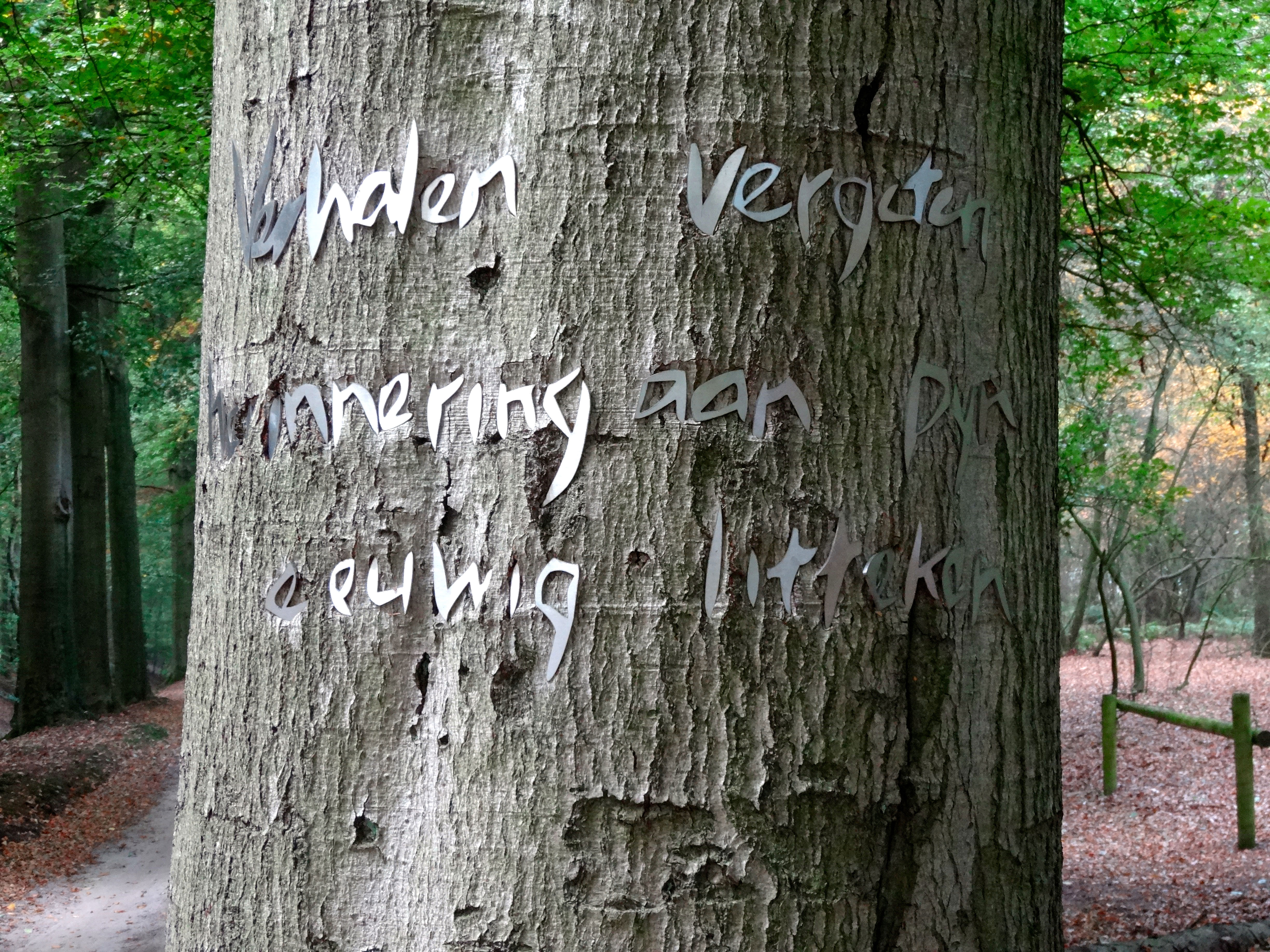
Littekens van geweld, Verhalen vergeten herinnering aan pijn eeuwig litteken

Den Aalshorst · Den Alerdinck · Huis Almelo · Arkelstein · Averbergen · Azoelen · Backenhagen · Bellinckhof · Den Berg · Huis Bergentheim · Beugelskamp · Beverfeurde · Blankena · Hof te Boekelo · Borgbeuningen · Havezate Boskamp · Boxbergen · Havezate Brecklenkamp · Bredenhorst · Buckhorst · Campherbeek · Colckhof · Den Dam · Huis Diepenheim · Dingshof · Dubbelink · Kasteel Eerde · Egede · Havezate Elsen · Everlo · Landgoed Frieswijk · Glinthuis · Huis Gramsbergen · Grimberg · Grotenhuis · De Haere · Haerst · Hagmeule · Slot Hardenberg · Huis Heeckeren · Huis Hengelo · Herxen · Hofstede · Hogenhof · Hondeborg · Katenhorst · Kevelham · Kranenburg · De Kuile · Het Laar · Leemcule · Luttenberg · Mataram · Mennigjeshave · Nijenhuis (Diepenheim) · Nijenhuis (Olst-Wijhe) · Oldemeule · Olidam · Oosterhof · Huis te Ootmarsum · Den Ordel · Pekkedam · Pothof · Rande · Kasteel Rechteren · Het Reelaer · Rhaan · Rutenberg · Huis Saasveld · Havezate Schoonheten · Havezate Schuilenburg · Singraven · Stoevelaar · Kasteel Toutenburg · Twickel · Vechterweerd · Venebrugge · Kasteel Voorst · Warmelo · Wegdam · Weldam · Weleveld · Huis Werkeren · Westerflier · Wittenstein · Zuthem